# Емил Димитров (културен историк)
Вижте пояснителната страница за други личности с името Емил Димитров.
Емил Иванов Димитров е български историк на културата.

## Биография
Eмил Димитров завършва философия (1985) и започва докторантура (1989) в Софийския университет „Климент Охридски“. Лектор в СУ (1990 – 1992) и в НБУ (2004). Научен сътрудник в Института за литература при БАН (2004). Доктор по българска литература с дисертация на тема „Социологически аспекти на българската литература (Върху материали от 20-ге години на ХХ в.)“ (2009).
През 1993 – 94 г. специализира източно богословие в Папския институт за Изтока (Pontificio Instituto Orientale) в Рим, Италия. Занимава се с издателска (ИК „Славика“) и книгоразпространителска дейност (хуманитарна книжарница „Достоевски“) (1993 – 2003).
Автор на около 250 труда – студии, статии, преводи, библиографии, коментари, беседи, публицистика, пътеписи, архивно-документални публикации и изследвания и др. Автор е на стихосбирката „Eва“ (2000), на монографиите „Досието на Михаил Арнаудов“ (2007) и „Памет, юбилей, канон. Увод в социологията на българската литература“ (2012). Преводач, съставител и коментатор на редица книги, между които „Mesembria. Българо-руски сборник в чест на Сергей Аверинцев“ (1999), „Дневник. Публицистика. Речи“ от Михаил Арнаудов (2010), „Съчинения“, т. 1 от Варненски и Преславски митрополит Симеон (2011).
Интересите му са свързани с философията, българската и руска литература и култура на XIX–XX в., българо-руските културни общувания, италианската култура (поезията на Джакомо Леопарди); занимава се с архивистика и документални проучвания. Изследовател на творчеството на Фьодор Достоевски и участник в редица престижни международни научни форуми. Основател и председател на Българско общество „Ф. Достоевски“ (2011).

### Поезия
- Ева (2000)[5]

### Монографии
- Човек на дълга и честта: Досието на Михаил Арнаудов. София: Вулкан 4, 2007, 168 с.[6]
- Памет, юбилей, канон. Увод в социологията на българската литература. София: Изток-Запад, 2012, 412 с.[7]